# Selasphorus
Selasphorus is een geslacht van vogels uit de familie kolibries en de geslachtengroep Mellisugini (bijkolibries). Het geslacht kent negen soorten:
- Selasphorus ardens  – Gloeikeelkolibrie
- Selasphorus calliope  – Calliopekolibrie
- Selasphorus ellioti  – Elliots kolibrie
- Selasphorus flammula  – Vulkaankolibrie
- Selasphorus heloisa  – Hommelkolibrie
- Selasphorus platycercus  – Breedstaartkolibrie
- Selasphorus rufus  – Rosse kolibrie
- Selasphorus sasin  – Allens kolibrie
- Selasphorus scintilla  – Fonkelende kolibrie